# Orazio Antonio Cappelli
Orazio Antonio Cappelli (San Demetrio ne' Vestini, 1º marzo 1742 – Napoli, 1º agosto 1826) è stato un poeta, politico e diplomatico italiano, al servizio del Regno delle Due Sicilie.

## Biografia

### Sguardo generale
Studiò dai Gesuiti all'Aquila, dove ebbe fra i suoi precettori l'abate e filologo Vito Maria Giovenazzi. Nel 1767, in seguito alla morte del padre, Orazio Antonio fu mandato da uno zio tutore a Napoli ad apprendere le discipline giuridiche, oltre che a studiare lettere presso l'Università partenopea.
In quel periodo ebbe modo di frequentare Bernardo Tanucci, a cui dedicò dei versi, e di scrivere un breve poema didascalico, Della legge di natura, che riscosse un discreto successo, tanto che lo statista lo volle fra i propri collaboratori, nominandolo Ufficiale di segreteria (10 aprile 1773). Da qui prese le mosse la sua carriera politico-diplomatica per il Regno delle Due Sicilie.
Amico di Basilio Puoti, Cappelli fece parte di importanti istituzioni culturali dell'epoca, fra le quali le accademie Ercolanese, degli Aborigeni e, utilizzando lo pseudonimo di Euchire Ercolanense, dell'Arcadia.
Grande ufficiale del Reale ordine di San Ferdinando e del merito, ricevette il titolo di marchese il 15 ottobre 1810.

### Carriera diplomatica e politica
Come diplomatico, nel 1788 fu incaricato dal marchese Domenico Caracciolo di scrivere, per conto del sovrano, a papa Pio VI, relativamente ai tributi di vassallaggio (Chinea) dovuti dal re di Napoli alla Santa Sede. La risoluzione di questa problematica lo fece insignire, nel 1789, della croce dell'Ordine Costantiniano e della Commenda di S.Antonio di Gaeta, che in precedenza era spettata a Gaetano Filangieri.
Nel 1795 venne nominato Segretario del Governo di Sicilia, con l'incarico aggiunto di Ispettore delle Poste. A Palermo, dove si era riparato Ferdinando IV a seguito dell'avanzata francese, ebbe l'incarico di Sottodirettore degli Affari esteri. Rientrato a Napoli fu nominato Sottodirettore di Grazia, Giustizia, Annona ed Alta Polizia e due anni dopo, nel 1801, Direttore delle stesse, con l'unito ufficio degli Affari ecclesiastici. Sia nel 1812 che nel 1815 fu Ministro Segretario di Stato del Regno delle Due Sicilie, mentre nel 1820 venne nominato Consigliere di Stato.
In occasione della morte, le sue gesta furono trascritte da Basilio Puoti e da altri letterati su un'epigrafe e su una raccolta di sonetti.

### Opere principali
- Della legge di natura. Poema, in Napoli, presso Donato Campo 1772.
- Caserta. Endecasillabi di Euchire Ercolanense P.A., in Napoli, presso Giuseppe Daniele 1778.
- Per gli funerali della Maestà Cattolica di Carlo III, celebrati nella Real Chiesa delle Donne Monache di Caserta a' 13 di febbraio 1789. Iscrizioni, s.i.l., 1789.
- Opere, 2 voll., in Napoli, dalla stamperia e cartiera del Fibreno, 1832.